# Asaphida
Gli asafidi (Asaphida) sono un gruppo di artropodi estinti, appartenenti ai trilobiti. Vissero tra il Cambriano medio e il Siluriano superiore (505 – 400 milioni di anni fa) e rappresentano uno degli ordini più diversificati di trilobiti.

## Descrizione
Generalmente, gli asafidi possedevano testa (cephalon) e coda (pygidium) di misura simile, e gran parte delle specie avevano una prominente sutura ventrale mediana. La testa era spesso piatta e le suture non erano visibili; i segmenti toracici variavano generalmente da 5 a 12, anche se alcune specie potevano averne solo un paio o addirittura una trentina. Vi era anche, in molte forme, un ampio bordo che circondava la testa, che dava a questi animali l'aspetto di uno “spalaneve”. Gli occhi erano piuttosto grandi.
La superfamiglia degli Asaphoidea, in particolare, mostra una continua evoluzione di occhi peduncolati: una delle specie più specializzate, Asaphus kowalewskii (trilobite molto noto ai collezionisti), possedeva due occhi posti su lunghi peduncoli rigidi. Questa linea evolutiva è testimoniata da fossili rinvenuti nella regione del fiume Volchov presso San Pietroburgo, in Russia, in strati dell'Ordoviciano medio. Durante l'Ordoviciano, ciò che è ora l'Europa orientale era un mare interno poco profondo. Questo sviluppo di occhi peduncolati è da ritenere un adattamento alla variazione di torbidità durante questo periodo: Asaphus kowalewski, evidentemente, si originò in un periodo di notevole torbidità. Si presume che questi trilobiti aspettassero sul fondo le loro prede, seppelliti tra i sedimenti del fondale, con i soli occhi periscopici all'esterno.
Il grande evento di estinzione che si verificò alla fine del periodo Ordoviciano ridusse la diversità di tutti i trilobiti, in particolar modo degli asafidi. Gli unici sopravvissuti del gruppo furono i membri della superfamiglia Trinucleoidea (come Cryptolithus), che scomparvero però prima della fine del Siluriano.